# Дом Петра I (Нарва)
Дом Петра I (эст. Peeter I maja) — историческое здание в Нарве. До наших дней не сохранилось, находилось в старой части города в конце улицы Рюйтли, у её выхода к Тёмному саду.

## История

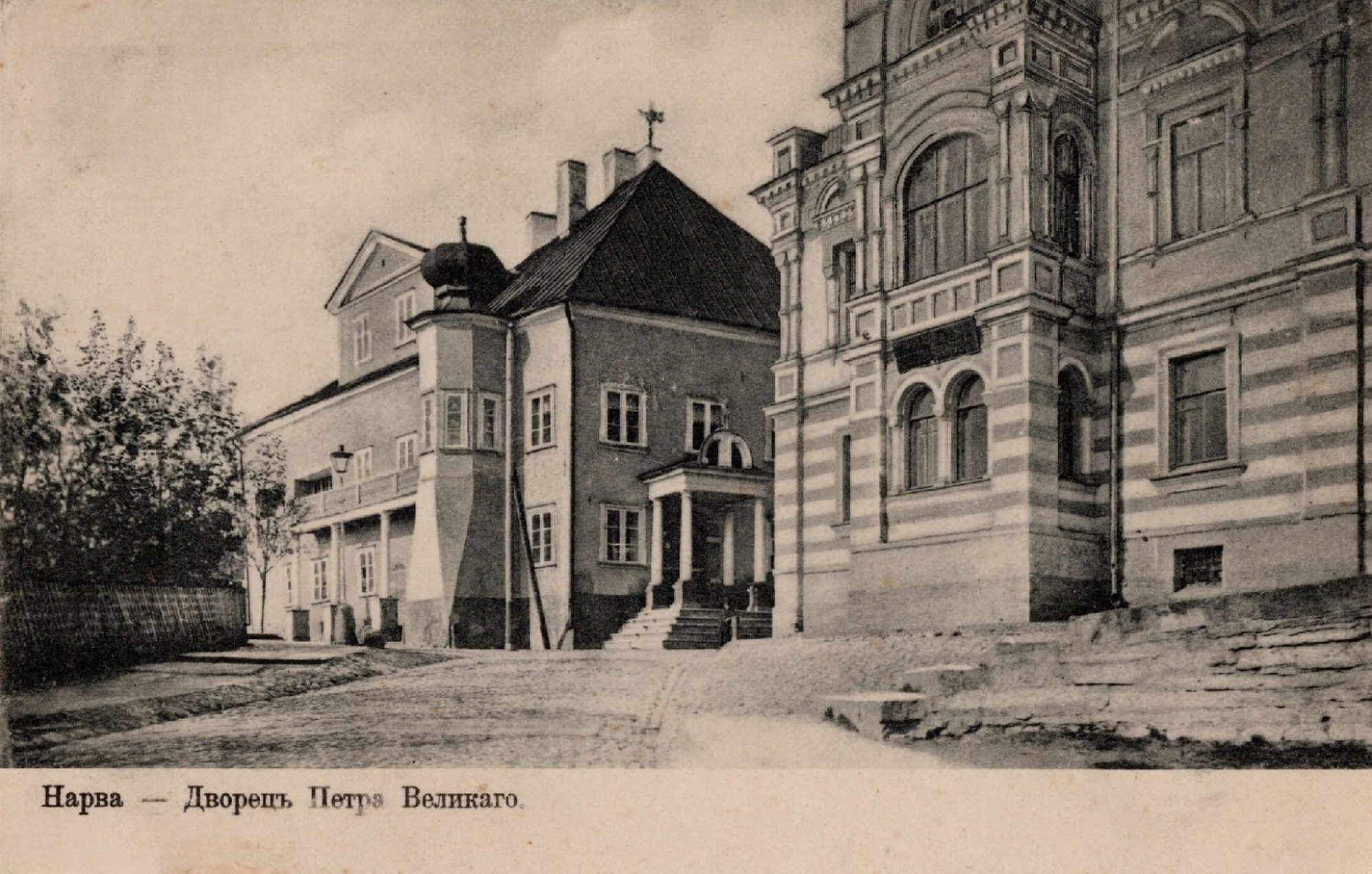
Дом Петра I — дальнее здание,
на переднем плане — дом Лаврецовых

Считается нарвской городской резиденцией российского царя Петра I, называемой впоследствии даже нарвским дворцом Петра I. Перестроен из выкупленного у хозяина жилого дома серебряных дел мастера Якова Луде, построенного в 1676 году по проекту архитектора Захариаса Хоффмана-младшего для сапожника Якоба Нимана. Своё название дом получил из-за того, что Пётр I часто останавливался здесь, посещая в Нарву после отвоевания города у шведов в ходе Северной войны в 1704 году.
Посетивший Нарву в 1845 году П. Р. Фурман так описывал эту достопримечательность: 

…простенький двухэтажный, каменный дом с мезонином. Начальство города бережет этот домик как святыню; он чист, выкрашен светлой желтой краской; перед ним, на мостовой, где редко, редко проедет экипаж, вы не увидите ни одной травки, между тем как в нескольких шагах оттуда мостовая похожа на лужок. Только в последнее время, и то с одной стороны, в нижнем этаже, сделаны окна; прежде только во втором этаже были окна; даже, говорят, будто не было дверей; — впрочем, это довольно вероятно, потому что в комнатке, находящейся пред кабинетом Петра, есть дверь на балкон, откуда подъемный мостик на цепях спускался прямо на вал. Мост этот цел и поныне.— Нарва (Фурман)
Дом находился в собственности царской семьи до декабря 1865 года, когда с одобрения императора Александра II вместе со всем имуществом был передан Большой гильдии города Нарвы, устроившей на первом этаже школу для мальчиков.
Вскоре в здании был открыт музей. Экспозицию составили предметы петровского времени, среди экспонатов была самодельная модель корабля, выполненная Петром I, нумизматические коллекции, собрание старинного оружия, изделия ремесленников (некоторые экспонаты сохранились в Нарвском городском музее). При музее имелась библиотека и архив.
5 февраля 1932 года музей стал собственностью города, а в следующем году состоялось объединения музея с находящемся в соседнем доме Музеем имени супругов Лаврецовых.
С началом Великой Отечественной войны музейные коллекции были эвакуированы, частично в Российскую Федерацию, частично — в глубь Эстонии, где были рассредоточены по музеям Раквере, Пайде и Таллина. Здание дома было разрушено вместе с исторической застройкой Нарвы во время освобождения города от немецко-фашистских оккупантов в 1944 году и не было восстановлено. Сохранявшиеся до конца 1950-х годов руины, несмотря на планы их восстановления, были разобраны до подвалов.